# Dennis Darling
Dennis Darling, född den 6 maj 1975, är en före detta friidrottare från Bahamas som tävlade i kortdistanslöpning. Han är gift med Tonique Williams-Darling. 
Darling deltog individuellt vid ett mästerskap och det var vid VM 1997 då han blev utslagen i försöken på 400 meter. Vid VM 2003 ingick han tillsammans med Avard Moncur, Nathaniel McKinney och Christopher Brown i stafettlaget på 4 x 400 meter som slutade på en tredje plats. Han sprang även i stafettlaget vid Olympiska sommarspelen 2004, då bara i försöken. Laget slutade sedermera på en sjätte plats.

## Personliga rekord
- 400 meter - 45,83